# طهرور (لحج)
طهرور هي إحدى قرى الجمهورية اليمنية. تتبع جغرافيا لمحافظة لحج و إداريًا لمديرية تبن. يبلغ تعداد سكانها 1160 نسمة حسب الإحصاء الذي أجري عام 2004.